# Un de nos avions n'est pas rentré
Pour plus de détails, voir Fiche technique et Distribution.
Un de nos avions n'est pas rentré (titre original : One of Our Aircraft Is Missing) est un film britannique réalisé par Michael Powell, sorti en 1942.

## Synopsis
Après que leur bombardier B for Bertie a été touché au-dessus des Pays-Bas, l'équipage saute en parachute. Des résistants néerlandais vont les aider à retourner en Grande-Bretagne.

## Fiche technique
- Titre original : One of Our Aircraft Is Missing
- Titre français : Un de nos avions n'est pas rentré
- Réalisation : Michael Powell
- Scénario : Emeric Pressburger, Michael Powell
- Direction artistique : David Rawnsley
- Photographie : Ronald Neame
- Son : A.W. Watkins
- Montage : David Lean
- Production : Michael Powell, Emeric Pressburger, John Corfield
- Production associée : Stanley Haynes
- Société de production : Archers Film Productions
- Société de distribution : Anglo-American Film Corporation
- Pays de production :  Royaume-Uni
- Langues originales : anglais, néerlandais, allemand
- Format : noir et blanc — 35 mm — 1,37:1 — son Mono
- Genre : Film de guerre, Film de propagande
- Durée : 102 minutes (82 minutes dans la version américaine)
- Dates de sortie : 
  - Royaume-Uni : 24 avril 1942
  - France : 29 octobre 1944

## Distribution
- Godfrey Tearle : Sir George Corbett, mitrailleur arrière du B for Bertie
- Eric Portman : Tom Earnshaw, copilote du B for Bertie
- Hugh Williams : Frank Shelley, navigateur du B for Bertie
- Bernard Miles : Geoff Hickman, mitrailleur avant du B for Bertie
- Hugh Burden : John Glyn Haggard, pilote du B for Bertie
- Emrys Jones : Bob Ashley, opérateur radio du B for Bertie
- Pamela Brown : Els Meertens
- Joyce Redman : Jet van Dieren
- Googie Withers : Jo de Vries
- Hay Petrie : le bourgmestre
- Selma Vaz Dias : la femme du bourgmestre
- Arnold Marlé : Pieter Sluys
- Robert Helpmann : De Jong
- Peter Ustinov : le prêtre
- Alec Clunes : l'organiste
- Stewart Rome : Commodore Reynold

## Récompenses et distinctions
Les informations contenues dans cette section peuvent être confirmer par IMDB.

### Nominations
- Oscars 1943
  - Oscar des meilleurs effets visuels : Ronald Neame
  - Oscar des meilleurs effets sonores : C.C. Stevens
  - Oscar du meilleur scénario original : Michael Powell, Emeric Pressburger